# سمر مباركمند
سمر مباركمند (بالأردية: ثمر مبارک مند؛ ولدَ في 17 سبتمبر عام 1942) هو عالم فيزياء نووية باكستاني معروف بأبحاثهِ في التحليل الطيفي لأشعة جاما والتطوير التجريبي للمسرع الخطي.
لفتَ مباركمند انتباه الجمهور بصفتهِ مدير فرق الاختبار المسؤولة عن إجراء الاختبارات الذرية الباكستانية الأولى في تلال راس كوه الواقعة في مقاطعة بلوشستان، باكستان. قبل ذلك، كان مدير مشروع برنامج أبحاث وتطوير الصواريخ الباكستانية، وأشرفَ على تطوير صاروخ شاهين الأول الباليستي، وصواريخ كروز بابور. كان مباركمند الرئيس المؤسس للهيئة الوطنية للهندسة والعلوم (نيسكوم) من عام 2001 حتى عام 2007. وقد عُين لاحقًا من قبل حكومة باكستان للمساعدة في مشروع حقل ثار للفحم.

## السيرة الذاتية

### النشأة والتعليم
ولدَ سمر مباركمند في عائلة أرين من روالبندي، مقاطعة البنجاب، الهند البريطانية، في 17 سبتمبر 1942. وحصلَ على تعليمهِ في لاهور وتخرجَ من مدرسة سانت أنتوني الثانوية عام 1956. بعد اجتياز امتحانات القبول بالجامعة، التحق بالكلية الحكومية (GCU) حيث درس الفيزياء على يد الدكتور طاهر حسين. وفي عام 1960، تخرجَ بدرجةِ بكالوريوس العلوم في الفيزياء مع التركيز على الفيزياء التجريبية وفرع الرياضيات تحديداً. وخلال سنوات دراستهِ الجامعية، كان مباركمند سباحًا شغوفًا ومثلَ جامعة GCU في الألعاب الوطنية الباكستانية. أجرى مباركمند بحثاً في الفيزياء التجريبية تحتَ إشراف الدكتور حسين وبنى جهازًا تجريبيًا لأطروحتهُ للماجستير. وتضمنت أطروحتهُ عملًا تفصيليًا حول قياس طيف أشعة جاما وأجرى تجربة شهدها عالم الفيزياء النووية دنيس ويلكنسون كجزء من برنامج الماجستير الخاص به، إذ أشاد ويلكنسون بعملهِ ودعاه إلى زيارة جامعة أكسفورد في المملكة المتحدة لاستئناف دراساته في الفيزياء التجريبية.
في عام 1962، نالَ مباركمند درجة الماجستير في علوم الفيزياء بعد نشر أطروحته الموسومة «إنشاء مقياس طيف أشعة جاما» تحت إشراف الدكتور حسين. وفي ذات العام، انضم مباركمند إلى هيئة الطاقة الذرية الباكستانية (PAEC) وحصل على منحة للدراسة في جامعة أكسفورد. بتوصية من ويلكنسون، وقد جرى قبوله هناك، انضمَ إلى المجموعة التي يقودها ويلكنسون بنفسهِ. وفي أكسفورد، شارك مباركمند في إعداد مسرّع جسيمات بقدرة 22 مليون فولت وكان جزءًا من الفريق الذي نفذه.
وفي أثناء وجوده في أكسفورد، اكتسبَ مباركمند معرفة بالمسرعات الخطّية، وبعد عودتهِ إلى باكستان قامَ ببناء واحدة. وبعيداً عن الدراسة، لعب مباركمند الكريكيت والبولينغ السريع لنادي جامعة أكسفورد للكريكيت. في عام 1966، أكمل مباركمند أطروحة الدكتوراه تحت إشراف ويلكنسون وحصل على درجة الدكتوراه في الفلسفة (DPhil) في فيزياء الجسيمات التجريبية.
بعد عودتهِ إلى باكستان، انضم مباركمند إلى هيئة الطاقة الذرية الباكستانية (PAEC) مرة أخرى، وانضم أيضًا إلى هيئة التدريس في الكلية الحكوميةGCU  بوصفهِ أستاذاً مساعداً في الفيزياء في عام 1966. ومن عام 1974 إلى عام 1977، درّس الفيزياء في جامعة جلاسكو كاليدون وكان له دور فعال خلال فترة عملهِ كأستاذ.

## هيئة الطاقة الذرية الباكستانية
عند عودتهِ إلى باكستان، قامَ مباركمند بعمل أساسي في التحليل الطيفي النيوتروني، لكنهُ انتقلَ لاحقًا إلى المعهد الباكستاني للعلوم والتكنولوجيا النووية (PINSTECH) لإجراء أبحاث ما بعد الدكتوراه وانضم إلى قسم الفيزياء برئاسة الدكتور نعيم أحمد خان في عام 1966. في عام 1967، انضم إلى «مجموعة الفيزياء النووية» (NPG) التي شكلها الدكتور نعيم أحمد والتي تتألف من بشير الدين محمود وحفيظ قريشي، وهو مهندس ميكانيكي.
في هيئة الطاقة الذرية الباكستانية (PAEC)، عملَ مباركمند أيضًا على التطبيقات التي تتضمن الهندسة الكيميائية حيث بنى سمعتهُ بين كبار علمائه.
عَملت إن بي إج NPG على حل المشكلات الهندسية التي تنطوي على فيزياء المفاعلات والأساليب التي تتضمن أجهزة الطرد المركزي الغازية، لكن المجموعة لم تدم طويلاً مع بعضها عندما ذهبَ محمد حفيظ قريشي للانضمام إلى قسم تطبيقات الإشعاع والنظائر (RIAD) في عام 1971.

### حرب 1971 ومشروع القنبلة الذرية
في يناير 1972، تم عُيّن مباركمند في قسم الفيزياء النووية (NPD)، بقيادة الدكتور إشفاق أحمد، حيث انغمسَ في العمل على الحسابات الفيزيائية لطريقة الانفجار الداخلي للأسلحة النووية. بعد أن أعلنت الهند عن مفاجأة الاختبار النووي «بوذا المبتسم» في عام 1974، قامت PAEC بتسريع البرنامج من خلال إنشاء مجموعة فيزياء النيوترونات السريعة (FNPG) بناءً على نصيحة عبد السلام. وقد جرى تعيين مُنير أحمد خان مباركمند أول مدير لها بسبب خبرتهِ في الهندسة الكيميائية والفيزياء التجريبية. أنتجت FNPG عملًا لحساب درجة حرارة النيوترون، وبادئ النيوترون، والمساعدة في تصميم عاكس النيوترون.
وفي ذات الوقت، تعاونَ مع حفيظ قريشي للمساعدة في تصميم عاكس النيوترون ومن ثم ساهم في عملية حساب نطاقات التوزيع النيوترونية للطاقة والطاقة التي تنتجها النيوترونات بعد عملية التفجير. في عام 1973، بدأ مباركماند العمل على الحسابات المتعلقة بـ «نسبية التزامن» وهو مفهوم رئيسي يتضمن تقصي عملية تفجير السلاح من عدة نقاط في نفس الوقت. ورغم هذهِ الجهود، جرى تمرير العمل إلى مجموعة الفيزياء النظرية (TPG)، من أجل حسابات أكثر دقة، لأنها تنطوي على أفكار معقدة للفيزياء النظرية والنسبية الخاصة والعامة لألبرت أينشتاين. 
في عام 1978، بنى مباركمند معجل جسيمات خطيًا في المعهد الباكستاني للعلوم والتكنولوجيا النووية PINSTECH لإيجاد لحلول فيما يتعلق بـ مولد النيوترونات. وشهدَ لاحقاً إنشاء مرافق حواسيب عملاقة مطورة محليًا في المعهد الباكستاني للعلوم والتكنولوجيا للمساعدة في إجراء تجارب الأسلحة النووية. نظراً لخبرتهِ السابقة في الفيزياء التجريبية، عُيّن مباركمند مديراً للمجموعة التشخيصية، وهو قسم سري في إدارة الطاقة الذرية الباكستانية PAEC كُلّف بإجراء الاختبارات التجريبية للأسلحة الذرية والمسؤول عن العد التنازلي لعملية التفجير. تم العمل الشامل للهندسة المدنية التي حدثت لمواقع الاختبارات المحتملة في فترة تراوحت بين الخمس والست سنوات. جرى الوصول إلى بداية جديدة في 11 مارس 1983 عندما قادَ مباركمند فرق الاختبار للإشراف على اختبار (كيرانا الأول) السري، وهو أول اختبار «بارد».
على الرغم من أن مباركمند أشرفَ على العد التنازلي والتجربة، جرى تحديد تأثير الانفجار في النهاية من قبل مجموعة الفيزياء النظرية.

في عام 1987، جرى تعيين مباركمند في المديرية السرية للتطوير التقني (DTD) (وهي مديرية سرية طورت العدسات المتفجرة وآلية إطلاق السلاح الانشطاري). وقد تعاون في ذلك حفيظ قريشي وزمان شيخ، إذ وصفهم ذات مرة:
«هؤلاء (المهندسون) في مديرية التطوير التقني DTD كانوا أذكياء حقًا. لقد جرى تدريبهم جيدًا على تطوير المواد الضرورية للسلاح بتكلفة منخفضة جدًا».
بعد اكتمال المسح الجيولوجي ثلاثي الأبعاد في عام 1978 زارَ مباركمند تلال تشاغاي لأول مرة في عام 1981 مع إشفاق أحمد وعلماء آخرين من الأقسام.
وفي عام 1998، عُيّن عضواً (فنياً) في هيئة الطاقة الذرية الباكستانية PAEC، وأعطى رئيس الوزراء نواز شريف فكرة عن الفيزياء التجريبية وتحضيرات الاختبار. لقد ساعدَ مباركمند الحكومة في تقييم اختبارات (بوكهران الثاني) التي أجرتها الهند في عام 1998 وأشرفَ على الاستعدادات للاختبار في (تشاغاي). وفي اللجنة الوزارية للأمن القومي التابعة لمجلس الأمن القومي، دعمَ مباركمند دعوة الدكتور عبد القدير خان القوية لإجراء الاختبارات، داعيًا على الفور إلى قرار الاختبار. وفي 19-20 مايو 1998، قادَ مباركمند نحو 140 عالم فيزياء تجريبيًا للإشراف على الاستعدادات في (تشاجاي، بلوشستان، باكستان) حيث أشرفَ شخصياً على التجميع الكامل لجميع الأجهزة النووية الخمسة.
ولإتمام تلك العملية، مشى مباركمند مسافة 5 كيلومترات ذهابًا وإيابًا في الأنفاق الساخنة وفحص وأعاد فحص الأجهزة والكابلات التي ستُدفن إلى الأبد تحت الخرسانة.
وفي 28 مايو 1998، قاد مباركمند العد التنازلي للاختبارات، الاسم الرمزي (Chagai-I) (تشاجاي الأول). استدعى رئيس الوزراء الباكستاني نواز شريف مباركمند إلى منزل رئيس الوزراء بعد أن أجرت الهند عملية بوكران الثانية مباشرة حيثُ سألهُ عن مدى جاهزية باكستان، وأكد (مباركمند) لرئيس الوزراء أن العلماء جاهزون وأنه يمكن لباكستان إجراء أول تجربة نووية خاصة بها.
في 30 مايو 1998، قاد مباركمند فريقًا صغيرًا جدًا من العلماء الأكاديميين الذين أشرفوا على مدفع انشطار البلوتونيوم – والذي يرمز لهُ بـ Chagai-II.

وفي مستهل حديثه مع مقدم البرامج التلفزيونية حميد مير في برنامج حديث العاصمة سنة 2005، قال مباركمند:
«زرتُ أول مختبرات لاختبار الأسلحة في (مقاطعة تشاجاي) لأول مرة في عام 1981. وعندما كان من المقرر إجراء التجارب العلمية، ذهبت فرقنا العلمية إلى هناك في 20 مايو، ومرة أخرى في 28 مايو وفي الصباح الباكر، جرى توصيل أنفاق WTL الحديدية والفولاذية (إلكترونيًا) واكتمل التحضير لتجارب الاختبارات، وقد جرى تحديد تاريخ 28 مايو، نحو الساعة 15:15 كوقت للاختبارات.
وهكذا، في نحو الساعة 14:45، وصل بعض ضيوفنا رفيعي المستوى لمشاهدة التجارب (العلمية) التي كانت ستصبح قريبًا اختبارات، وكان قدير خان أيضًا واحدًا منهم... كانت زيارته الأولى على الإطلاق إلى أي من مختبرات تشاجاي لاختبار الأسلحة.
جاء (عبد القدير) بدعوة من رئيس مجلس إدارة الهيئة، أشفق أحمد، ووصل (عبد القدير) قبل 15 دقيقة من التجارب (العلمية) التي كان من المقرر إجراؤها...».

- سمر مباركمند في تعليق على دور عبد القدير خان في مشروع القنبلة الذرية.
في إشارة إلى دور منير أحمد خان وعلاقته بنزاع الأولوية في مشروع القنبلة الذرية، قال مباركمند لاحقًا:
«يتضمن صنع سلاح نووي ما لا يقل عن 19 خطوة تتراوح من استكشاف اليورانيوم إلى الجهاز النهائي وآلية إطلاقه».